# Skånska Superfosfat- och Svafvelsyrefabriks AB
Skånska Superfosfat- och Svafvelsyrefabriks AB, i Helsingborg kallat Fosfaten, var ett svensk kemiföretag, som grundades 1872 i Helsingborg av Nils Persson som Nils Perssons Guano- och Svafvelsyrefabrik. Företaget blev så småningom Helsingborgs största arbetsgivare och var starten för Helsingborg som lokaliseringsort för betydande kemisk och kemisk-teknisk industri.
Nils Persson etablerade 1872 tillverkning av superfosfat med guano och svavelsyra som råmaterial. Fabriksutrustningen fungerade inte tillfredsställande, varför han tog initiativ till en omstart i ett omorganiserat bolag 1875. Guanon ersattes efter hand med råfosfat som råmaterial.
Anläggningen låg vid Carl Krooks gata på Söder, omedelbart söder om nuvarande Konsul Perssons plats. År 1902 flyttade delar av anläggningen till en tomt vid kusten vid Knähaken mellan Raus plantering och Råå, dit också systerföretaget Helsingborgs kopparverk etablerades. Där byggde företaget också en egen hamn, Kopparverkshamnen, som blev klar 1919. Företaget blev också huvudägare i det av Nils Persson grundade gruvföretaget Sulitjelma gruber i Norge. Från Sulitelmagruvorna levererades den svavelkis som var råvara för både tillverkning av svavelsyra och för utvinning av koppar i kopparverket.
Företaget fick 1918 nya ägare och nytt namn: Reymersholms Gamla Industri AB. I samband med att kartellbolaget AB Förenade superfosfatfabriker bildades 1932, lades superfosfabriken på Söder ned och revs. Svavelsyrefabriken och utvinningen av koppar i Helsingborgs kopparverk i Kopparverksområdet fortsatte. 
Reymersholms Gamla Industri AB köptes 1963 av Boliden Kemi, som i sin tur 1989 köptes av finländska Kemira. Produktsortimentet har efter hand förändrats och utökats.